# Lafayette (Tennessee)
Lafayette è una città degli Stati Uniti d'America, situata nello Stato del Tennessee, nella contea di Macon, della quale è il capoluogo.